# Savoy Records
Savoy Records was een Amerikaans label voor jazz en gospelmuziek. Het had een doorslaggevend aandeel aan het succes van de bop en later de hardbop.

## Geschiedenis
Savoy Records, gevestigd in Newark, werd opgericht in 1942 door Hermann Lubinsky. Zijn belangrijkste producenten waren Teddy Reig en vanaf 1954 Ozzie Cadena, die ook op alle platen van het label werd vermeld. Savoy bracht veel belangrijke bopplaten uit, eerst als 78”, daarna als lp. Al eind jaren 1940 nam Savoy de catalogus over van Regent Records, eind jaren 1950 die van het niet lang bestaande Signal Records. Toen de verkoopcijfers door de opkomst van de rock-'n-roll midden jaren 1950 verminderden, concentreerde Lubinsky zijn zakelijke interesse meer op de gospelmuziek. Op dit gebied was hij in samenwerking met James Cleveland en de Gospel Music Workshop of America succesvol. 
Na Lubinskys overlijden verwierf Clive Davis, de manager van Arista Records de bopcatalogus van Savoy. Daarna startte de Japanse firma Denon tijdens de jaren 1990 een grotere herpublicatiecampagne.
De huidige eigenaar is Columbia Music Entertainment, die de cd's uitbrengt onder het sublabel Savoy Label Group.

## De bop- en hardbop-publicaties
Zijn reputatie bij de jazzgemeenschap dankt Savoy Records vooral aan de publicaties van de bop-altsaxofonist Charlie Parker. Van 1945 tot 1948 verschenen bij Savoy de voor de modernjazz baanbrekende standards als Ko Ko, Billies Bounce, Cheryl, Barbados, Constellation, Scrapple From The Apple en vele anderen. Verder verschenen de klassieke platen van de overgang van de late swing van de kleine bands tot de bop van Billy Eckstine, Lester Young, Don Byas, Erroll Garner, George Shearing en Charlie Ventura. Het hoofdwerk vormden echter de bopplaten van (beginnend met Charlie Parkers Ko Ko sessie (The Charlie Parker Story), 1945) en van de hardbop: eerst de vroege Dexter Gordon (geproduceerd door Ralph Bass), Fats Navarro, Stan Getz, Wardell Gray, Howard McGhee, J.J. Johnson, daarna vanaf midden jaren 1950, de hardboppers Cannonball Adderley, Nat Adderley, Kenny Clarke, Gigi Gryce, Duke Jordan, Hank Jones, Lee Morgan, Curtis Fuller, Red Rodney en uiteindelijk Wilbur Harden en John Coltrane.
Tijdens de vroege jaren 1960 probeerde Savoy enkele van de toentertijd belangrijke Avant-gardejazz-muzikanten als Paul Bley, Sun Ra, Perry Robinson en Archie Shepp uit te brengen. Ten aanzien van de grote jazzlabels als Blue Note Records en het net opgerichte Impulse! Records kon Savoy Records zich echter niet op de markt staande houden. De plaat Footloose van Paul Bley uit 1964 zou een van de laatste jazzpublicaties van het label zijn.

## Sublabels
- Acorn Records (1949 – 1951)
- Gospel Records (1958 – frühe 1970er)
- Regent Records (1947 – 1964)
- Sharp Records (1960 – 1964)

## Belangrijke albums
- 1944: Lester Young: The Master's Touch
- 1944: Charlie Parker: The Immortal Charlie Parker
- 1945: Charlie Parker: The Charlie Parker Story
- 1946: Fats Navarro: Memorial
- 1946: J. J. Johnson: Jazz Quintets
- 1947: Charlie Parker: Charlie Parker Memorial Volume 1
- 1947: Charlie Parker: Charlie Parker Memorial Volume 2
- 1949: Charlie Parker: The Bird Returns
- 1949: George Wallington: The George Wallington Trio
- 1950: Dizzy Gillespie: Groovin' High
- 1954: Charles Mingus, Teo Macero, John LaPorta: Jazz Composers Workshop
- 1955: George Shearing: Great Britain's Marian McPartland & George Shearing
- 1955: Kenny Clarke: Bohemia After Dark
- 1955: Duke Jordan: Duke Jordan Trio & Quintet
- 1955: Hank Jones: Quartet/Quintet
- 1955: Gigi Gryce: Nica's Tempo
- 1956: Milt Jackson: The Jazz Skyline; Jackson's-Ville
- 1956: Lee Morgan: Introducing Lee Morgan
- 1957: Red Rodney: Fiery
- 1957: Sahib Shihab: Jazz Shihab
- 1958: Wilbur Harden und John Coltrane: Tanganjika Strut; Mainstream 1958, Jazz Way Out
- 1959: Curtis Fuller: The Curtis Fuller Jazztet with Benny Golson
- 1959: Curtis Fuller: Blues-ette
- 1961: Su Ra: The Futuristic Sounds of Sun Ra
- 2016: Classic Savoy Be-Bop Sessions 1945-49 (Mosaic Records)